# U-367
Unterseeboot 367 foi um submarino alemão do Tipo VIIC, pertencente a Kriegsmarine que atuou durante a Segunda Guerra Mundial.

## Comandantes
| Comandante            | Data                                        |
| --------------------- | ------------------------------------------- |
| Oblt. Ulrich Hammer   | 27 de agosto de 1943 - 5 de janeiro de 1944 |
| Oblt. Klaus Becker    | 6 de janeiro de 1944 - março de 1944        |
| Oblt. Hasso Stegemann | março de 1944 - 16 de março de 1945         |

## Subordinação
Durante o seu tempo de serviço, esteve subordinado às seguintes flotilhas:
| Período                                        | Flotilha                                      |
| ---------------------------------------------- | --------------------------------------------- |
| 27 de agosto de 1943 - 19 de fevereiro de 1945 | 23. Unterseebootsflottille (submarino escola) |
| 20 de fevereiro de 1945 - 16 de março de 1945  | 31. Unterseebootsflottille (treinamento)      |